# Parti libertarien du Canada
Pour les articles homonymes, voir Parti libertarien.
Le Parti libertarien du Canada (PLC) est un parti politique fédéral du Canada fondé en 1973. Le parti souscrit aux principes libéraux classiques du mouvement libertarien à travers le Canada. Sa mission est de réduire les responsabilités et les dépenses du gouvernement. Le parti souhaite mettre fin à la prohibition des drogues, réduire les impôts, protéger les droits aux armes à feu, et soutient le non-interventionnisme.

## Histoire
Le parti est fondé le 7 juillet 1973 par Bruce Evoy qui devient son premier président. Evoy concourt pour l'élection fédérale de 1974 dans la circonscription torontoise de Rosedale. Le parti obtient le statut d'enregistré pour les élections fédérales de 1979 en présentant plus de cinquante candidats.
Le parti lui-même décrit comme « quatrième parti » du Canada dans les années 1980, mais il a depuis été dépassé par de nouveaux partis comme le Bloc québécois et le Parti vert du Canada. Le parti refuse de se joindre au Parti réformiste du Canada lors de sa formation en 1987. De nombreux libertaires ont également été attirés par les partis provinciaux progressistes-conservateurs qui se sont déplacés vers la droite au cours des années 1990 en Ontario sous Mike Harris et en Alberta avec Ralph Klein.
La baisse du nombre des membres et des ressources du parti en a résulté par un retrait de son statut de parti enregistré par Élections Canada immédiatement avant l'élection fédérale de 1997, vu que le parti n'avait pas réussi à atteindre le minimum de cinquante candidats nécessaires pour maintenir son inscription. Le PLC ne participe donc pas aux élections de 1997 et de 2000.
Jean-Serge Brisson dirige le parti du 22 mai 2000 au 18 mai 2008, date où il est remplacé par Dennis Young.
En mai 2011, Katrina Chowne est élue chef du Parti, puis Tim Moen l'est ensuite en mai 2014.
Lors des élections fédérales de 2015, le parti présente 72 candidats et consolide sa position comme sixième parti fédéral au Canada. Avec une croissance de plus de 500 % par rapport aux élections de 2011, il est le parti avec la croissance la plus rapide. Mais en 2019, le parti redescend à la 9e place, notamment à cause d'un nombre plus réduit de candidats.
Le 15 août 2021, Jacques Boudreau est élu chef du parti.

## Programme
Les éléments suivants constituaient le programme électoral pour les élections fédérales de 2015.
- Réduire l'impôt fédéral à un taux maximum de 15 %.
- Augmenter l'exemption du montant personnel de l'impôt sur le revenu de 11 500 $ à 17 300 $.
- Éliminer tous les crédits d'impôts, et les remplacer par 4 exemptions supplémentaires, d'une valeur de 4 000 $ chacune (enfant, les aînés, personnes handicapées, étudiant).
- Mettre fin à toutes les formes de capitalisme de connivence.
- Audit de l'effet de la Banque du Canada sur l'inflation et élimination progressive du contrôle du gouvernement sur l'offre de monnaie.
- Appliquer les droits de propriété afin que les individus aient la pleine propriété sur leurs terres et les ressources naturelles au-dessus et en dessous.
- Encourager un système dans lequel des dommages et des dommages à la suite de la pollution puissent être traités par le système judiciaire.
- Mettre fin à la législation de la propriété éminente par l'abrogation de la Loi sur l'expropriation.
- Retirer immédiatement les forces armées canadiennes de conflits internationaux.
- Redistribuer les ressources militaires aux fins de la défense nationale et souveraineté dans l'Arctique.
- Restructurer le ministère des Affaires étrangères, du commerce et du développement de la manière suivante:
  - Éliminer toutes les formes de l'aide étrangère du gouvernement.
  - Encourager les envois de fonds.
  - Terminer tous les droits de douane sur les biens étrangers.
- Légaliser le travail du sexe.
- Mettre fin à la guerre contre les drogues par la légalisation du cannabis et décriminaliser immédiatement la consommation et la possession de drogues.
- Abroger immédiatement le loi antiterroriste (C-51).
- Mettre fin aux perquisitions sans mandat.
- Remplacer la Loi sur les Indiens par une garantie globale de souveraineté pour tous les groupes autochtones.
- Mettre fin à toutes les restrictions et les obligations fédérales sur les territoires autochtones.
- Simplifier le processus de revendication territoriale.
- Abroger les pouvoirs du CRTC.
- Éliminer le système injuste de manipulation des prix et des quotas de l'Office des produits laitiers.
- Réduire l'ACSTA et les frais gouvernementaux pour les passagers en provenance de l'étranger pour encourager le tourisme et de l'entreprise.
- Abroger l'article 91 et 92 du Code criminel pour rendre responsable la possession d'armes juridiques.
- Réviser la définition légale de l'arme et une arme à feu afin de refléter que les armes sont des outils quand dans les mains des civils qualifiés.
- Abroger la Loi canadienne sur la santé:
  - Pour assurer que les soins de santé soient une responsabilité provinciale.
  - Pour permettre des alternatives privées pour les soins et l'assurance, ce qui réduira les temps d'attente publiques et le fardeau fiscal.
- Diminution significative de la charge bureaucratique pour les réfugiés et les demandeurs d'asile.
- Éliminer le système de points pour l'immigration et le remplacer par une vérification des antécédents pour activité criminelle violente ou frauduleuse.
- Éliminer le Programme des travailleurs étrangers temporaires et le remplacer par un programme de visa de travail simplifié, et la résidence déployer.
- Créer des lignes directrices de parrainage permettant aux organisations et des individus peuvent parrainer des immigrants s'ils sont prêts à soutenir financièrement eux.

## Chefs du parti
- Sieg Pedde (1973-1974)
- Charles « Chuck » Lyall (1974–1976)
- Ron Bailey (1976–1978)
- Alex Eaglesham (1978 – 1979)
- Linda Cain (1980-1982)
- Neil Reynolds (mai 1982-1983)
- Victor Levis (1983-1987)
- Dennis Corrigan (1987-1990)
- Stanislaw Tyminski (1990-1991)
- George Dance (1991-1993)
- Hilliard Cox (mai 1993-1995)
- George Dance (1995-1996)
- Vincent Pouliot (12 mai 1996 - 5 avril 1997)
- Robert Morse (1997) (intérim)
- Jean-Serge Brisson (1997-18 mai 2008)
- Dennis Young (18 mai 2008 - mai 2011)
- Katrina Chowne (mai 2011 - mai 2014)
- Tim Moen (mai 2014 - 15 août 2021)
- Jacques Boudreau (depuis le 15 août 2021)

## Résultats
| Élection | Nombre de candidats | Voix    | %       | % (circonscriptions sans candidat du PLC exclues) | Rang |
| -------- | ------------------- | ------- | ------- | ------------------------------------------------- | ---- |
| 1979     | 60                  | 16 042  | 0,134 % | 0,576 %                                           | 7e   |
| 1980     | 58                  | 14 656  | 0,134 % | 0,576 %                                           | 7e   |
| 1984     | 72                  | 23 514  | 0,187 % | 0,705 %                                           | 8e   |
| 1988     | 88                  | 33 185  | 0,252 % | 0,754 %                                           | 9e   |
| 1993     | 52                  | 14 630  | 0,118 % | 0,580 %                                           | 10e  |
| 2004     | 8                   | 1 949   | 0,015 % | 0,518 %                                           | 12e  |
| 2006     | 10                  | 3 002   | 0,02 %  | 0,57 %                                            | 12e  |
| 2008     | 26                  | 7 300   | 0,053 % | 0,567 %                                           | 8e   |
| 2011     | 23                  | 6 017   | 0,04 %  | 0,498 %                                           | 8e   |
| 2015     | 72                  | 37 407, | 0,21 %  | 0,93 %                                            | 6e   |
| 2019     | 24 (sur 338 sièges) | 8 281   | 0,05 %  | 0,61 %                                            | 9e   |
| 2021     | 13 (sur 338 sièges) | 4 765   | 0,03 %  | 0,71 %                                            | 11e  |